# Пляма Пуассона
Пляма Араго — Пуассона (іноді просто пляма Пуассона) — яскрава пляма, яка з'являється в центрі кругового об'єкта тіні із — за дифракції Френеля, що виникає за непрозорим тілом, яке освітлене спрямованим пучком світла, в області його геометричної тіні.

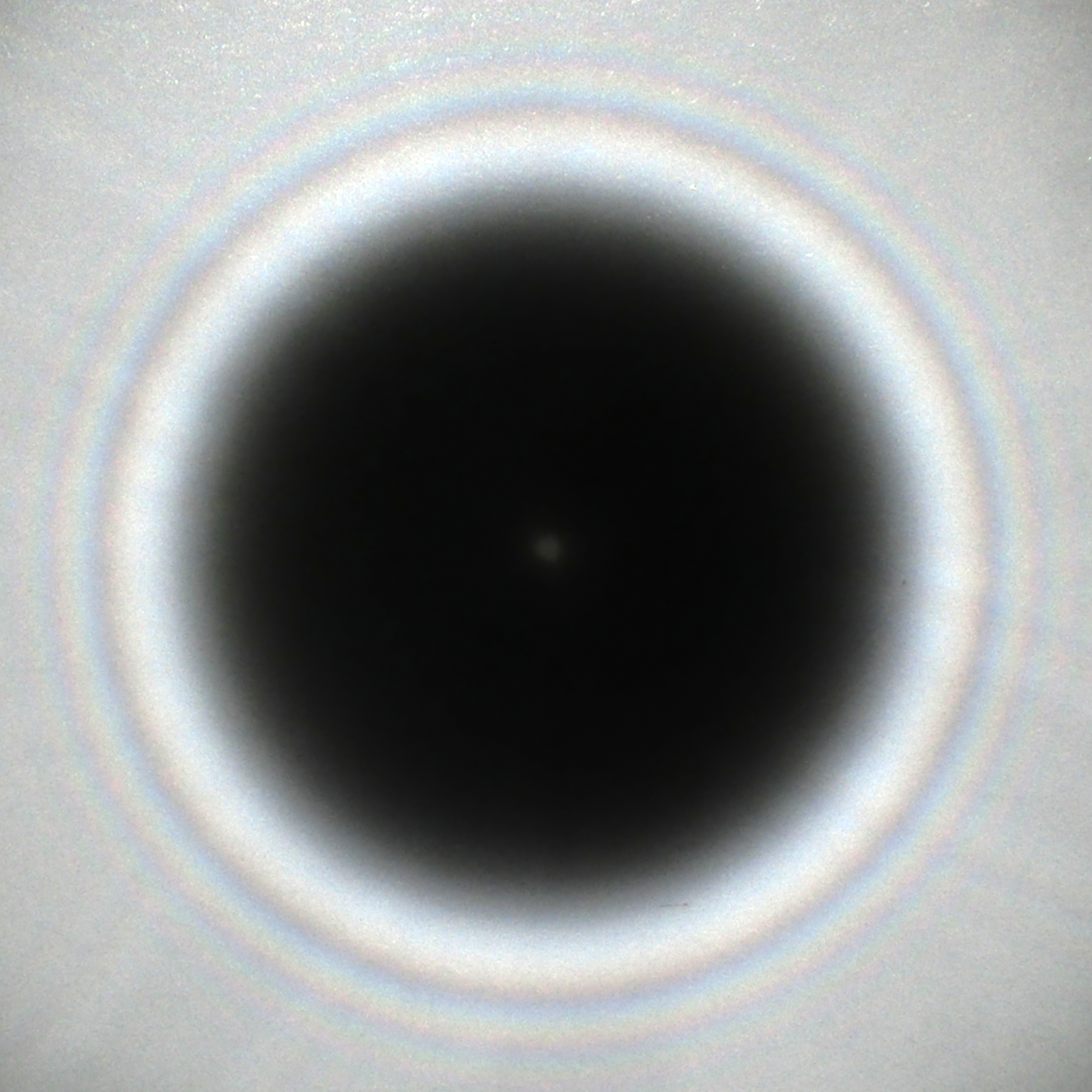
Фото плями Араго — Пуассона

Це явище стало одним з вагомих підтверджень хвильової теорії світла. Існування цієї плями показав теоретично в 1818 році Сімеон Дені Пуассон на основі запропонованої Огюстеном Френелем теорії. Виходило, що за великим круглим непрозорим тілом прямо в середині його геометричної тіні повинна виникати невелика світла пляма. Очевидну абсурдність цього результату Пуассон хотів використовувати як головний аргумент проти теорії дифракції Френеля, однак Домінік Араго поставив експеримент, який підтвердив цей прогноз. У підсумку цей результат, який став відомим як пляма Араго — Пуассона, виявився вагомим аргументом на користь нової хвильової теорії. При дифракції на відкритому отворі можна спостерігати протилежний ефект — темну пляму.
В астрономії пляму Араго також можна спостерігати на сильно розфокусованому зображенні зірки в ньютонівському телескопі . Там зірка забезпечує майже ідеальне точкове джерело на нескінченності, а вторинне дзеркало телескопа становить кругову перешкоду.

## Пояснення ефекту

### Елементарне
Існування плями Араго — Пуассона легко пояснити на підставі принципу Гюйгенса — Френеля. Припустимо, що на круглий непрозорий диск падає плоска хвиля, паралельна осі диска. Згідно з принципом Гюйгенса — Френеля, точки на краю диска можна розглядати як джерела вторинних хвиль, причому всі вони будуть когерентні. Всі ці хвилі пройдуть однакову відстань від краю диска до будь-якої точки на його осі. В результаті вони прийдуть в цю точку в однаковій фазі і посиляться, створюючи яскраву пляму. Варто відзначити, що на досить великих відстанях від диска спостерігати пляму стає неможливо, в силу просторової декогерентності хвиль, що приходять. Для ідеального точкового джерела інтенсивність плями Араго дорівнює інтенсивності не порушеного фронту хвилі . Тільки ширина піку інтенсивності плями Араго залежить від відстані між джерелом, круговим об'єктом та екраном, а також довжиною хвилі джерела та діаметром кругового об'єкта. Це означає, що можна компенсувати зменшення довжини хвилі джерела, збільшивши відстань l між круговим об'єктом та екраном або зменшивши діаметр кругового об'єкта.
Коли світло світить на кругову перешкоду, принцип Гюйгенса говорить, що кожна точка в площині перешкоди діє як нове точкове джерело світла. Світло, що надходить з точок по колу перешкоди і спрямовується до центру тіні, проходить точно однакову відстань, тому все світло, що проходить поруч із об'єктом, надходить на екран у фазі і конструктивно втручається. Це призводить до яскравої плями в центрі тіні, де геометрична оптика та теорії частинок світла передбачають, що світла не повинно бути взагалі.

### Теорія розсіювання
Існування плями Араго — Пуассона може бути пояснене частково на основі загальної теорії розсіювання. Повний переріз розсіяння {\displaystyle \sigma _{\text{tot}}} світла на перешкоді і (комплексна) амплітуда розсіювання{\displaystyle f} пов'язані співвідношенням:
{\displaystyle \mathrm {f(\mathbf {n} ,\mathbf {n} )} ={\frac {k}{4\pi }}\sigma _{\text{tot}},}
назване оптичною теоремою. {\displaystyle \mathbf {n} } — напрямок падаючого пучка. Звідси, в силу безперервності амплітуди розсіювання, як функції напрямку розсіювання, вивходить, що диференціальний перетин розсіювання вперед відмінне від нуля, що відповідає світлій плямі позаду тіла.
{\displaystyle d\sigma _{\text{fw}}=|f(\mathbf {n} ,\mathbf {n} )|^{2}\,do}
Відзначимо, що це пояснення не є цілком точне, так як опис світла за допомогою амплітуди і перетину розсіювання можливий лише на відстані, більшій в порівнянні з розмірами тіла, але на таких відстанях стає істотним облік когерентності хвиль, а крім того стає неможливим точно зіставити розміри геометричної тіні тіла і відповідної світлої плями.

## Створення акустичних міражів
Ефект плями Пуассона може проявлятися не тільки в оптиці, але і в акустиці. Прикладом такого прояву може бути створення акустичних міражів. Суть ефекту полягає в тому, що для частот звуку порядку 1-4 кГц довжина хвилі звуку порівнянна з розмірами голови людини. Тому можливе створення ситуації, коли джерело знаходиться з одного боку голови, а максимум інтенсивності внаслідок ефекту плями Пуассона виникає з іншого боку. Тому людині здається, що звук йде не з того боку — виникає міраж. Для спостереження ефекту потрібні спеціальні умови, і в реальному житті він спостерігається рідко.